# A Forest
Pour les articles homonymes, voir Forest.
Singles de The Cure
Jumping Someone Else's Train
(1979) Primary
(1981)
Clip vidéo
[vidéo] « A Forest », sur YouTube
Pistes de Seventeen Seconds
The Final Sound M
A Forest est une chanson du groupe britannique The Cure sortie en single sur le label Fiction Records le 8 avril 1980. Elle est extraite de l'album Seventeen Seconds.
A Forest est une chanson emblématique de The Cure. Elle est la première du groupe à entrer dans les charts britanniques (culminant à la 31e place) et dans les hit parades en Belgique et aux Pays-Bas. Avec plus de 1 000 interprétations, elle est la chanson la plus souvent jouée sur scène par le groupe.  

## Historique

### Première version
C'est en novembre 1979 que The Cure joue la chanson pour la première fois sur scène. Elle avait alors des paroles différentes et s'intitulait At Night. Elle a notamment été interprétée le 8 décembre 1979 au Théâtre de l'Empire à Paris pour l'émission Chorus  et diffusée le 16 décembre 1979. Il ne faut pas la confondre avec une autre chanson intitulée At Night figurant également sur l'album Seventeen Seconds. 

### Différents mixages, réenregistrement et versions live
La version présente sur l'album Seventeen Seconds est la plus longue (5 min 55 s), elle figure aussi sur le maxi 45 tours. La version single est plus brève (3 min 54 s) avec l'intro qui est abrégée et le morceau qui s'achève sur un fondu musical.
Un troisième mixage apparaît sur la compilation Standing on a Beach en 1986, d'une durée intermédiaire (4 min 53 s). Sur la compilation Greatest Hits de 2001, la chanson dure 4 min 44 s. 
Les bandes avec les enregistrements originaux ayant été perdues, The Cure réenregistre A Forest en juin 1990 avant de le faire remixer par Mark Saunders (en). Le résultat apparaît sur la compilation de remixes Mixed Up publiée en novembre 1990 . Ce remix a fait l'objet d'un single commercialisé en France.
A Forest étant le titre le plus souvent joué sur scène par le groupe, il figure logiquement sur la quasi-totalité des albums et vidéos enregistrés en concert, à l'exception des albums live Entreat (1990) et Paris (1993) et de la vidéo Trilogy (2003).

### Contenu des singles
A Forest apparaît dans sa version courte sur le 45 tours sorti en avril 1980 avec en face B un inédit instrumental, Another Journey by Train, qui s'intitulait à l'origine Horse Racing.
Le maxi 45 tours (le tout premier de la carrière du groupe) offre la version intégrale de la chanson, identique à celle de l'album, avec Another Journey by Train sur l'autre face du disque.
En 1984, la version de l'album Concert: The Cure Live est également sortie en Allemagne, en France et aux Pays-Bas sur un maxi 45 tours intitulé Excerpt, avec en face B Primary extrait du même album.
En 1990, la version remixée de A Forest sortie en CD maxi et maxi 45 tours en France est accompagnée de la version originale et d'un remix de In Between Days tiré de la compilation Mixed Up.
45 tours (1980)
1. A Forest - 3:54
2. Another Journey by Train - 3:03

Maxi 45 tours (1980)
1. A Forest - 5:55
2. Another Journey by Train - 3:00

Maxi 45 tours (1984)
1. A Forest (Live) - 6:45
2. Primary (Live) - 3:30

CD maxi, maxi 45 tours (1990)
1. A Forest (Tree Mix) - 6:55
2. A Forest (Original) - 5:55
3. In Between Days (Shiver Mix) - 6:24

## Clip
Réalisé par David Hillier, il alterne des plans d'arbres et du groupe en train d'interpréter la chanson dans un studio sous un éclairage verdâtre.

## Personnel
- Robert Smith – chant, guitare
- Simon Gallup – basse
- Matthieu Hartley – claviers
- Lol Tolhurst – batterie

## Reprises
En 2003, Robert Smith a réenregistré A Forest en compagnie du duo de musique électronique allemand Blank and Jones. Cette version, extraite de l'album du duo Monument, est entrée dans les classements des ventes en Allemagne et aux Pays-Bas.
La chanson a été reprise par d'autres artistes. Par exemple Carpathian Forest en 1998 sur Black Shining Leather, par Nouvelle Vague en 2004 sur leur premier album, par Bat for Lashes en 2008, tandis que la même année une version indienne figure dans Tantra, le deuxième album d'Olli and the Bollywood Orchestra, le groupe de dark wave Clan of Xymox a également rendu hommage au morceau en en proposant une reprise sur leur album Kindred Spirits en 2012. 
Une version instrumentale au piano, arrangée par Ramin Djawadi, est utilisée dans la bande originale de la première saison de la série télévisée Westworld en 2016. Une version revisitée en reggae est publiée en 2017 par le groupe argentin Los Aggrotones sous le titre « Again & Again » sur l'album Brixton. Une version ambient a été publiée par Alva Noto en 2020. Le 13 septembre 2024, le groupe The_Amsterdam_Red_Light_District a sorti une version Metal du titre.

## Classements dans les médias
A Forest figure parmi les meilleures chansons de The Cure dans plusieurs listes établies par la presse :
- En 2e position des 10 meilleurs titres du groupe selon The Guardian en 2015[15] ;
- Dans les 13 meilleurs titres de The Cure pour Les Inrockuptibles en 2016[16].
- Au 8e rang des 40 meilleures chansons de la formation selon le magazine Billboard en 2019[17].
- À la 1re place des 15 plus grandes chansons de The Cure d'après l'Evening Standard en 2019 également[18].

En 1992, Robert Smith l'a citée parmi les cinq chansons qu'il préfère de son groupe.

## Classements hebdomadaires
| Classement (1980)                      | Meilleure position |
| -------------------------------------- | ------------------ |
| Belgique (Flandre Ultratop 50 Singles) | 20                 |
| États-Unis (Hot Dance Club Play)       | 47                 |
| Nouvelle-Zélande (RMNZ)                | 38                 |
| Pays-Bas (Nederlandse Top 40)          | 31                 |
| Pays-Bas (Single Top 100)              | 26                 |
| Royaume-Uni (UK Singles Chart)         | 31                 |

| Classement (2024) | Meilleure place |
| ----------------- | --------------- |
| France (SNEP)     | 100             |

| Classement (2003-2004)        | Meilleure position |
| ----------------------------- | ------------------ |
| Allemagne (GfK Entertainment) | 14                 |
| Pays-Bas (Single Top 100)     | 57                 |

## Certifications
| Pays                    | Certification | Date       | Unités certifiées |
| ----------------------- | ------------- | ---------- | ----------------- |
| Nouvelle-Zélande (RMNZ) | Or            | 04/05/2023 | 15 000            |
| Royaume-Uni (BPI)       | Argent        | 02/12/2022 | 200 000           |

## Utilisation dans les médias
A Forest figure sur la bande-son du jeu Grand Theft Auto: Vice City Stories.

## Utilisation au cinéma
En 2024, la chanson bénéficie d'un revival en France grâce au film L'Amour ouf de Gilles Lellouche, elle sert notamment à illustrer la rencontre des deux protagonistes, Jackie et Clotaire.